# Frederick Bennett
Pour les articles homonymes, voir Bennett.
Frederick Augustus Bennett (15 novembre 1871 - 16 septembre 1950) est un évêque anglican néo-zélandais. Il est le premier évêque maori d'Aotearoa, de 1928 à 1950.

## Biographie
Frederick Augustus Bennett naît le 15 novembre 1871 à Ohinemutu, lac Rotorua. Sa mère, Raiha Ratete (Eliza Rogers), est originaire de Ngati Whakaue à Te Arawa, et son père, Thomas Jackson Bennett, un commerçant d'origine irlandaise, a immigré en Nouvelle-Zélande en 1849,.
Il passe son enfance à Maketu, puis il obtient, en 1883, une bourse de l'école St Stephen's Native Boys' à Auckland. Il poursuit ses études à l'école autochtone Te Wairoa au lac Tarawera en 1884 puis à la Bishop's School de Nelson.
Bennett est nommé « lay reader » à Putiki, Wanganui, à la mission maorie en 1893. Il reprend ses études à Nelson à la fin de 1895, et il est ordonné diacre en 1896. Il obtient sa licence en théologie et est ordonné prêtre en 1897. Il est nommé vicaire adjoint à l'église All Saints.

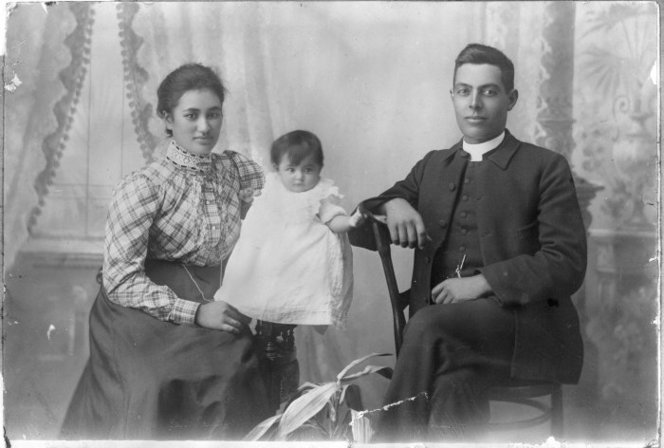
Bennett avec sa première épouse Hana Te Unuhi Mere Paaka et leur enfant Rawinia Bennett, vers 1900.

En 1905, Bennett prend ses fonctions la mission maorie de Rotorua où il travaille pendant 13 ans. En 1917, il est nommé pasteur à Waipatu et été élu membre du comité permanent du diocèse de Waiapu.
En 1925, le synode général décide de créer un diocèse maori avec son propre évêque, et Bennett est ordonné évêque d'Aotearoa.
En 1935, Bennett reçoit la médaille du jubilé d'argent du roi George V. En 1948, il participe à la conférence de Lambeth à Londres et, au cours de cette visite, prêche à l'abbaye de Westminster. Il est nommé compagnon de l'ordre de Saint-Michel et Saint-Georges en 1948.
Bennett épouse Hana Te Unuhi Mere Paaka (Hannah Mary Park) en 1899, puis après la mort de son épouse en 1909, il se remarie en 1911 avec Arihia Rangioue Pokiha. L'un de ses fils, Manuhuia a été le troisième évêque d'Aotearoa.
Bennett meurt à son domicile de Kohupatiki, Hawke's Bay, le 16 septembre 1950. Il est inhumé à l'église St Faith d'Ohinemutu (de).